# Rubén Olivera (músico)
Rubén Olivera (20 de outubre de 1954, Montevidéu) é um compositor, violonista e cantor de música popular uruguaya.

## Biografia
Aos nove anos começou seus estudos de violão, os quais continuaram posteriormente na Argentina.
Pertence ao grupo de artistas da chamada "Geração de 78", que incluiu também Mauricio Ubal, Leo Maslíah e Fernando Cabrera, entre otros. Em 1979 compôs, junto a Mauricio Ubal a canção "A redoblar" que se converteu em um símbolo da resistência contra a ditadura civil-militar que governava o Uruguai. Ele mesmo possui um irmão que se encontra desaparecido há mais de trinta anos, a quem dedicou a canção "Visitas", da qual Fernando Cabrera fez uma versão.
Em 1981 editou, para a gravadora Ayuí / Tacuabé seu primeiro trabalho solo, chamado "Pájaros". Nos anos seguintes editaria, também para essa gravadora as obras "Rubén Olivera vol. 2", "Álbum de fotos y canciones" e "Lugares comunes", entre otras.
Participou de vários ciclos de recitais, entre os que se destacam "Los postigos" em 1987 juntamente a Mauricio Ubal, "Extrañas compañías"  de 1992 e "La Rueda Gigante" de 1995, ambos realizados com Mauricio Ubal e Títeres Girasol. Este último foi premiado com o Premio Florencio como Melhor Espectáculo Musical.
Colabora com artigos sobre música, cultura e direitos humanos em distintas publicações. Realiza programas de pesquisa e documentação musical no rádio e na televisão. Desde 1978 se dedica ao ensino de música.

## Discografia
- Pájaros (Ayuí / Tacuabé a/e24k. 1981)
- Rubén Olivera vol. 2 (Ayuí / Tacuabé a/e42. 1983)
- Álbum de fotos y canciones (Ayuí / Tacuabé a/e61. 1987)
- Lugares comunes (Ayuí / Tacuabé a/e103k. 1991)
- Una tarde de abril (Ayuí / Tacuabé ae197cd. 1998)
- Kuropa Olivera (junto a Diego Kuropatwa. Ayuí / Tacuabé ae347cd. 2010)

### Reedições e recompilações
- Interiores (Ayuí / Tacuabé ae146cd. Reúne su 3º y 4ºdisco 1996)
- La chaura / Los otros días (disco dividido con Mauricio Ubal. Ayuí / Tacuabé pd 2010. 1999)

### Colectivos
- 7 Solistas (Ayuí / Tacuabé a/e72k. 1988)